# Mesosuchia
Los mesosuquios (Mesosuchia) son un grupo parafilético de cocodrilomorfos terrestre, semiacuáticos o completamente acuáticos, que ha caído en desuso. Mesosuchia fue considerado como un suborden dentro del orden Crocodylia. Los primeros cocodrilos fueron colocados dentro de su propio suborden, Protosuchia, mientras que las especies actuales se colocaron dentro de suborden Eusuchia. Mesosuchia incluye a todos los cocodrilos "intermedios", pero no a los eusuquios, lo que lo hace un grupo no natural. Hoy se usa su equivalente filogenético Mesoeucrocodylia, que contiene las taxones adjuntos, Crocodylia, y algunas formas cercanas que se descubrieron más recientemente.

## Taxonomía
Mesosuchia estaba compuesto por:
Familia Hsisosuchidae
Familia Gobiosuchidae
- Infraorden Notosuchia

Familia Notosuchidae
Familia Sebecidae
Familia Baurusuchidae
Familia Comahuesuchidae
Familia Chimaerasuchidae
Familia Sphagesauridae
- Infraorden Neosuchia

Familia Trematochampsidae
Familia Peirosauridae
Familia Elosuchidae
Familia Atoposauridae
Familia Dyrosauridae
Familia Pholidosauridae
- Infraorder Thalattosuchia - "cocodrilos" marinos

Familia Teleosauridae
Familia Metriorhynchidae
Familia Goniopholididae
Familia Paralligatoridae